# Huecos de Kirkwood

Huecos de Kirkwood: Histograma de la distribución de asteroides con la distancia al Sol.

Los huecos de Kirkwood son zonas del cinturón de asteroides en las que la densidad de asteroides se ve notablemente reducida respecto a la media del cinturón. Coinciden con órbitas cuyos parámetros (su semieje mayor o equivalentemente su período orbital) guardan con los de la órbita de Júpiter una proporción sencilla. Se dice que
los huecos coinciden con las resonancias orbitales con Júpiter. Así, por ejemplo, asteroides que se encuentren a una distancia media del Sol de 2,82 UA están en resonancia 5:2 con Júpiter, es decir, mientras que Júpiter da dos revoluciones al Sol, esos asteroides dan 5 revoluciones. El periodo de Júpiter es de 11,856525 años × 2 = 23,71305 años. A la distancia media de 2,82 UA le corresponde un periodo de 4,735585286 años × 5 = 23,67793 años; se puede ver que la diferencia es de solo 0,035 años. Un hipotético asteroide que viajase en esa órbita cada cinco vueltas coincidiría con una aproximación máxima a Júpiter, que le causaría una atracción resonante que acabaría por expulsarle de esa órbita.
Otras resonancias orbitales corresponden a períodos orbitales que forman fracciones muy simples con el periodo orbital de Júpiter. Las resonancias más débiles sólo llevan a un vaciamiento de asteroides, mientras que otras resonancias más fuertes causan lo contrario, es decir, la presencia de una familia de asteroides. La más famosa es la resonancia 1:1, que causa la presencia de los asteroides troyanos en los puntos de Lagrange L4 y L5, es decir 60° por delante y detrás de Júpiter.
Estos huecos fueron observados por el astrónomo estadounidense Daniel Kirkwood en 1857, que fue también el primero en explicar correctamente su origen en las resonancias orbitales con Júpiter.
Más recientemente, un número relativamente pequeño de asteroides se ha encontrado en órbitas que quedan dentro de los huecos de Kirkwood y que tienen una excentricidad elevada. Entre los ejemplos está la Familia de Alinda y la Familia de Griqua. Estas órbitas aumentan su excentricidad despacio en un escala de decenas de millones de años, y se escaparán en un futuro de la resonancia debido al encuentro cercano con un planeta mayor. 
Los huecos de Kirkwood se localizan en los radios orbitales de:
- 1,9 UA (resonancia 9:2 )
- 2,06 UA (resonancia 4:1)
- 2,5 UA (resonancia 3:1), Familia de Alinda de asteroides
- 2,82 UA (resonancia 5:2)
- 2,95 UA (resonancia 7:3)
- 3,27 UA (resonancia 2:1), Familia de Griqua de asteroides

También se encuentran huecos más débiles y/o estrechos:
- 1,9 UA (resonancia 9:2)
- 2,25 UA (resonancia 7:2)
- 2,33 UA (resonancia 10:3)
- 2,71 UA (resonancia 8:3)
- 3,03 UA (resonancia 9:4)
- 3,075 UA (resonancia 11:5)
- 3,47 UA (resonancia 11:6)
- 3,7 UA (resonancia 5:3).